# Acridinorange
Acridinorange ist ein Acridin-Farbstoff, der in der Molekularbiologie zum Nachweis der Nukleinsäuren, DNA und RNA, benutzt wird. Dabei wirkt Acridinorange interkalierend. Des Weiteren kann es dazu verwendet werden, saure Kompartimente in Zellen nachzuweisen.

## Varianten
Acridinorange ist als freie Base, als Hydrochlorid und als Zinkchlorid-Doppelsalz verfügbar.
| keine GHS-Piktogramme |

| Gefahrensymbol |

| Gefahrensymbol |

## Verwendung
Acridinorange wird als Fluoreszenzfarbstoff zur Unterscheidung von DNA und RNA eingesetzt. Der DNA-Farbstoff-Komplex zeigt ein Absorptionsmaximum bei 502 nm und ein Emissionsmaximum bei 526 nm (grün), während der RNA-Farbstoff-Komplex ein Absorptionsmaximum bei 460 nm und ein Emissionsmaximum bei 650 nm (rot) zeigt.